# Station Witham
Witham is een spoorwegstation van National Rail in Witham, Braintree in Engeland. Het station is eigendom van Network Rail en wordt beheerd door Greater Anglia.

## Treinverbindingen
- 1x per uur (Stoptrein) London Liverpool Street - Shenfield - Chelmsford - Colchester - Ipswich
- 1x per uur (Sneltrein) London Liverpool Street - Shenfield - Chelmsford - Colchester - Clacton-on-Sea
- 1x per uur (Stoptrein) London Liverpool Street - Shenfield - Chelmsford - Colchester Town (Maandag - zaterdag)
- 1x per uur (Stoptrein) London Liverpool Street - Shenfield - Chelmsford - Braintree (Maandag - zaterdag)
- 1x per uur (Stoptrein) Witham - Braintree (Zondag)

## Fotogalerij

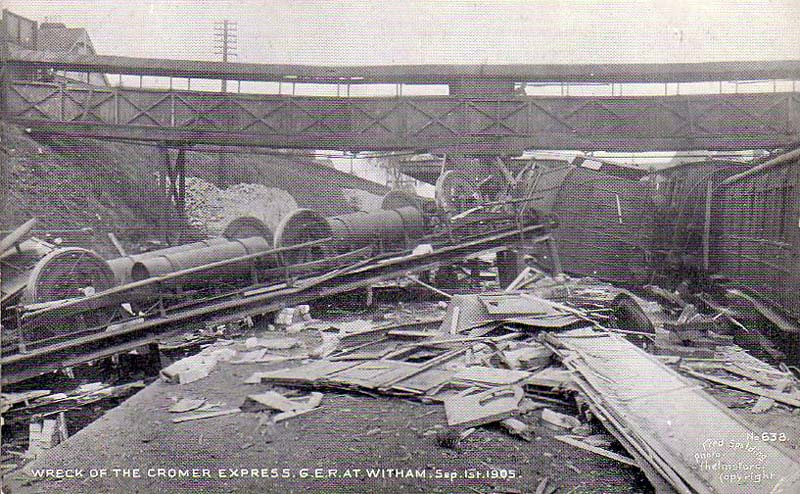
Spoorwegongeluk op station in 1905
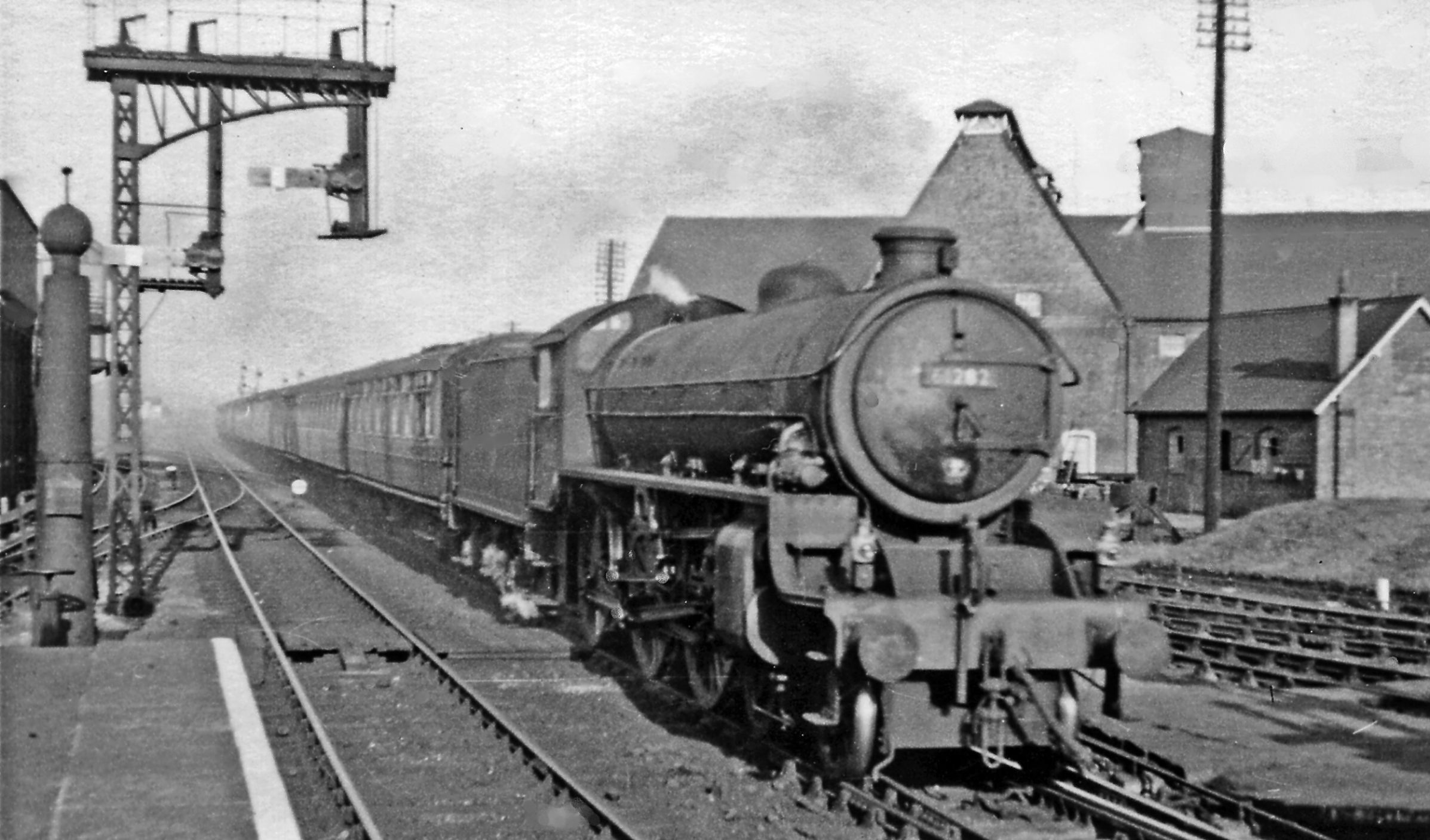
Sneltrein van Londen naar Cromer door Witham in 1951
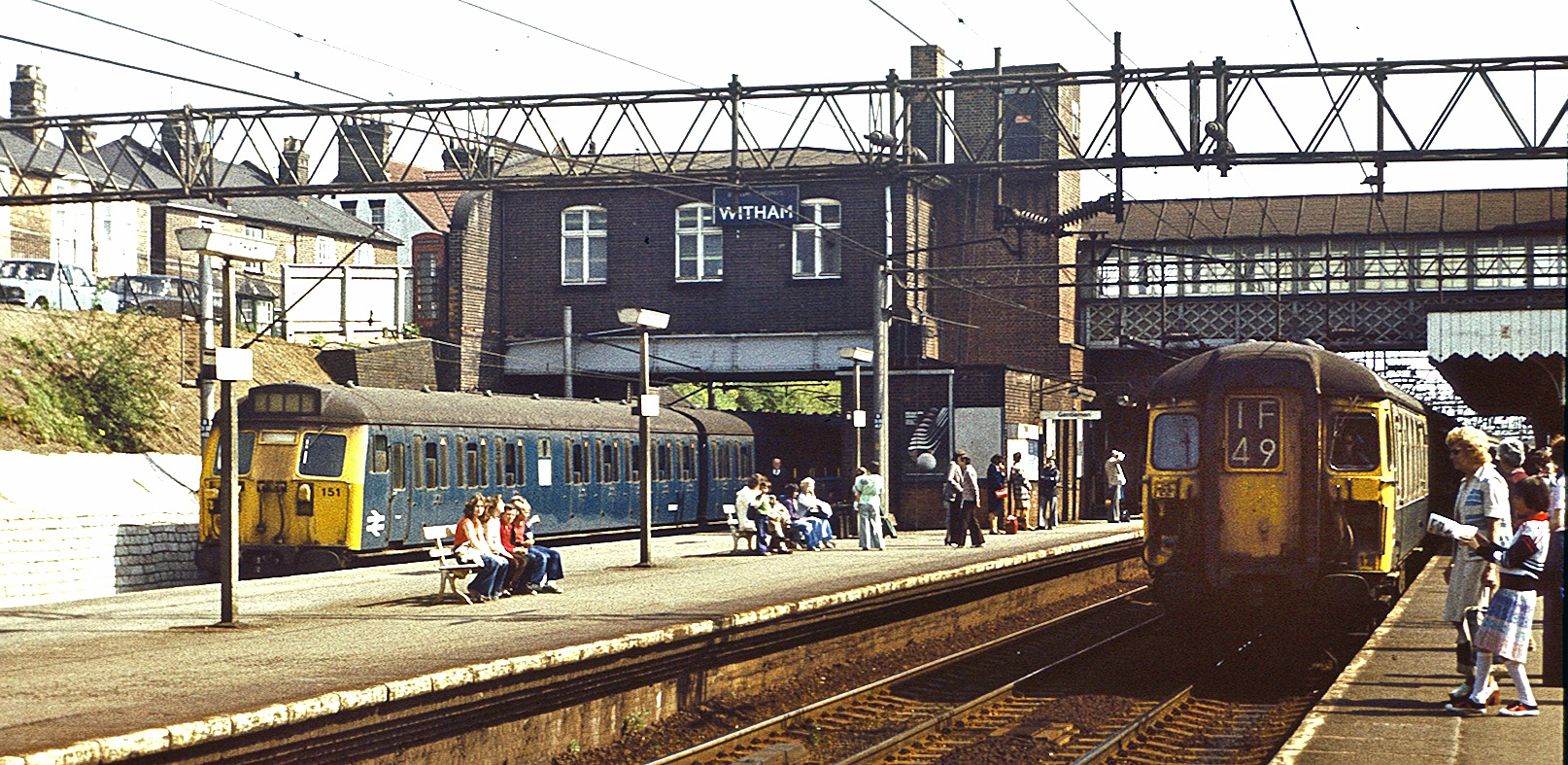
Station Witham rond 1980